# Чанде
Чанде (кит. спр. 常德市, піньїнь: Chángdé Shì) — місто-округ в китайській провінції Хунань. 

## Географія
Чанде розташовується у північній частині провінції, лежить на річці Юань.

### Клімат
Місто знаходиться у зоні, котра характеризується вологим субтропічним кліматом. Найтепліший місяць — липень із середньою температурою 30 °C (86 °F). Найхолодніший місяць — січень, із середньою температурою 5 °С (41 °F).
| Клімат Чанде            | Клімат Чанде | Клімат Чанде | Клімат Чанде | Клімат Чанде | Клімат Чанде | Клімат Чанде | Клімат Чанде | Клімат Чанде | Клімат Чанде | Клімат Чанде | Клімат Чанде | Клімат Чанде | Клімат Чанде |
| Показник                | Січ.         | Лют.         | Бер.         | Квіт.        | Трав.        | Черв.        | Лип.         | Серп.        | Вер.         | Жовт.        | Лист.        | Груд.        | Рік          |
| Абсолютний максимум, °C | 22           | 23           | 28           | 32           | 36           | 37           | 40           | 37           | 36           | 35           | 28           | 21           | 40           |
| Середній максимум, °C   | 8            | 11           | 16           | 21           | 25           | 30           | 34           | 32           | 28           | 22           | 16           | 11           | 21           |
| Середня температура, °C | 4            | 7            | 11           | 17           | 21           | 26           | 29           | 28           | 24           | 17           | 12           | 7            | 17           |
| Середній мінімум, °C    | 1            | 3            | 7            | 13           | 17           | 22           | 25           | 24           | 20           | 13           | 8            | 3            | 13           |
| Абсолютний мінімум, °C  | −6           | −7           | −2           | 3            | 7            | 17           | 20           | 18           | 13           | 6            | −2           | −2           | −7           |
| Норма опадів, мм        | 50           | 90           | 80           | 180          | 190          | 240          | 150          | 130          | 70           | 100          | 90           | 30           | 1470         |
| Вологість повітря, %    | 75           | 78           | 82           | 81           | 81           | 80           | 76           | 79           | 77           | 77           | 83           | 80           | 79           |
| ----------------------- | ------------ | ------------ | ------------ | ------------ | ------------ | ------------ | ------------ | ------------ | ------------ | ------------ | ------------ | ------------ | ------------ |
| Джерело: Weatherbase    |              |              |              |              |              |              |              |              |              |              |              |              |              |

## Адміністративний поділ
Міський округ поділяється на 2 райони, 1 місто і 6 повітів:
| Карта                                                                         | Карта   | Карта    | Карта            |
| ----------------------------------------------------------------------------- | ------- | -------- | ---------------- |
| Шимень Таоюань Лі ① ② ③ Дінчен ④ Ханьшоу ① Ліньлі ② Цзіньши ③ Ансян ④ Цзіньши |         |          |                  |
| Статус                                                                        | Назва   | Оригінал | Населення (2020) |
| Район                                                                         | Дінчен  | 鼎城区   | 738 085          |
| Район                                                                         | Улін    | 武陵区   | 730 970          |
| Місто                                                                         | Цзіньши | 津市市   | 212 739          |
| Повіт                                                                         | Ансян   | 安乡县   | 427 412          |
| Повіт                                                                         | Лі      | 澧县     | 721 927          |
| Повіт                                                                         | Ліньлі  | 临澧县   | 373 043          |
| Повіт                                                                         | Таоюань | 桃源县   | 809 220          |
| Повіт                                                                         | Ханьшоу | 汉寿县   | 706 249          |
| Повіт                                                                         | Шимень  | 石门县   | 559 457          |